# Collège des Bernardins
Pour les articles homonymes, voir Bernardin.

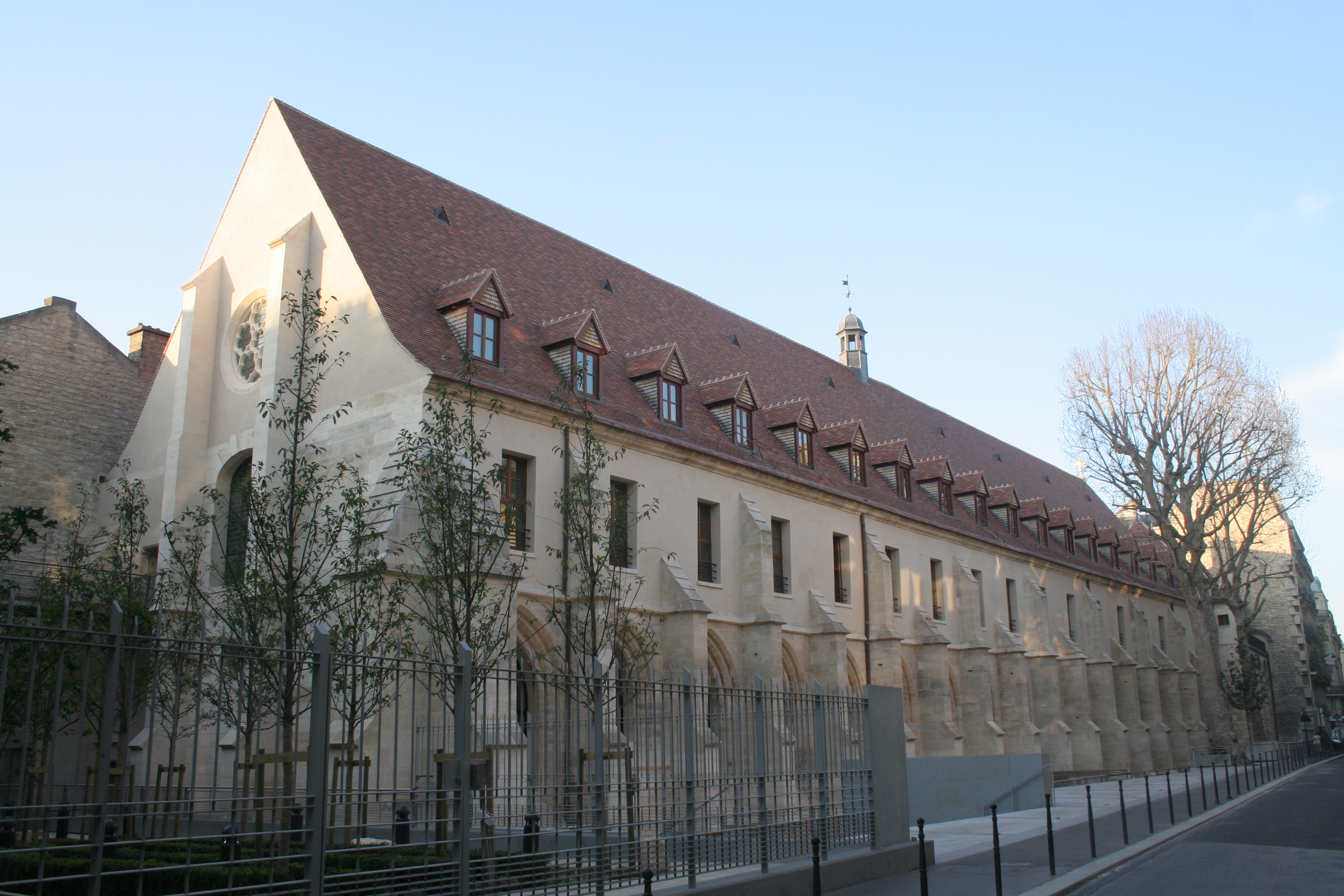
Façade du collège.

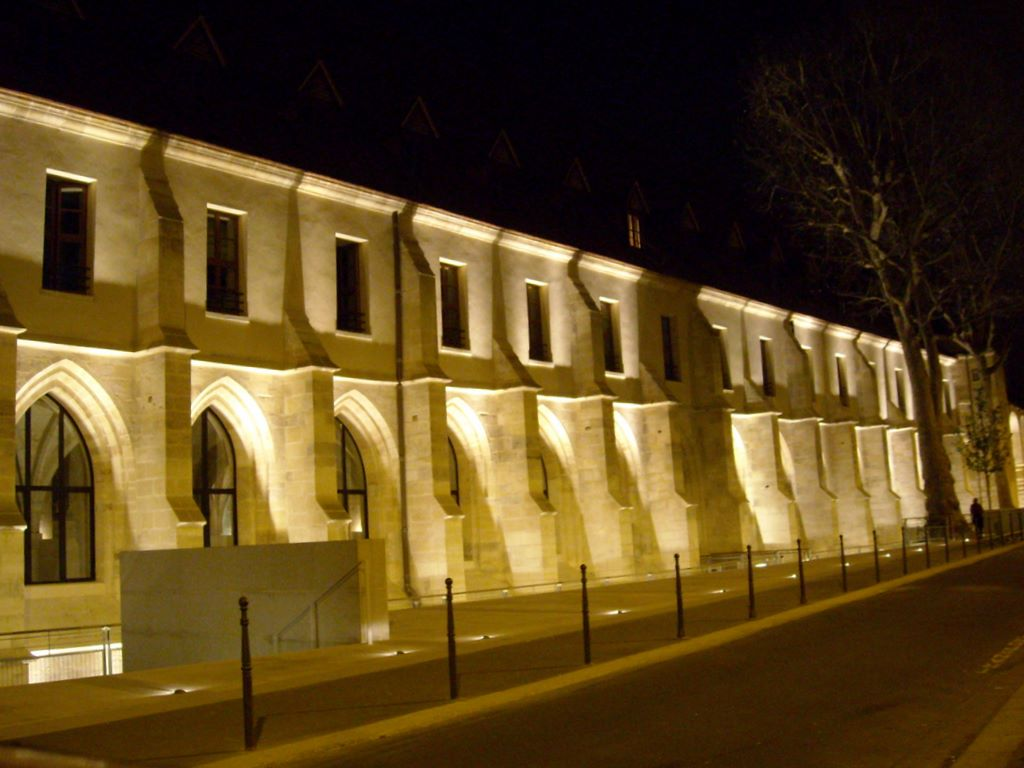
Façade du collège, de nuit.

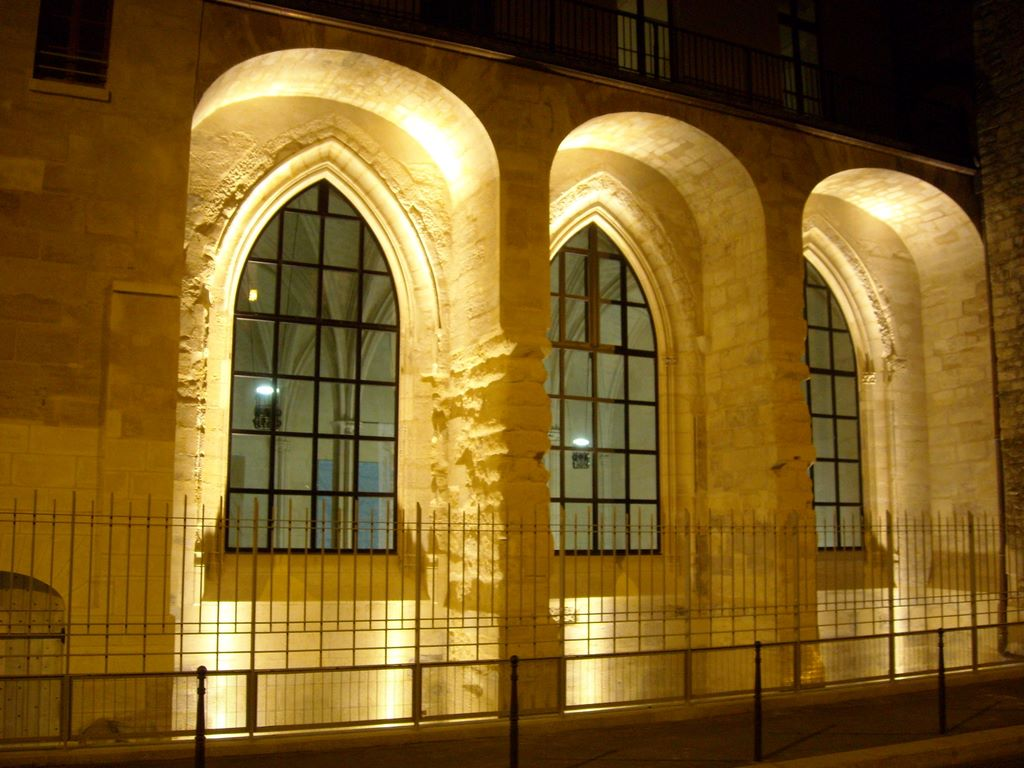
Détail de façade du collège, de nuit.

Le Collège des Bernardins, ou Collège Saint-Bernard, situé no 20, rue de Poissy, dans le 5e arrondissement de Paris, est un ancien collège cistercien de l'historique université de Paris. Fondé par Étienne de Lexington, abbé de Clairvaux, et construit à partir de 1248 avec les encouragements du pape Innocent IV, il servit jusqu'à la Révolution française de résidence pour les moines cisterciens étudiant à l'université de Paris.
Ce monument, dont l’église fut démolie en grande partie par le tracé de la rue de Pontoise et ses ruines rasées en 1859 lors du percement du boulevard Saint-Germain, est resté longtemps méconnu en dépit de son classement au titre des monuments historiques depuis le 10 février 1887.
Après une rénovation complète achevée en septembre 2008, c'est aujourd’hui un lieu de rencontres, de dialogues, de formation et de culture proposant une programmation riche de conférences et colloques, d’expositions, de concerts, d’activités pour le jeune public ainsi qu’un centre de formation théologique et biblique. Depuis 2009, il abrite l'Académie catholique de France.

## Histoire du Collège
Le Collège des Bernardins, commencé à l’époque du règne de Saint Louis, est situé rue de Poissy, une rue située entre la rue des Écoles et le boulevard Saint-Germain en direction de la Seine.

### Fondation du Collège
C'est au début du XIIIe siècle que l'abbé de Clairvaux décide avec l'accord du chapitre général des cisterciens de fonder un collège à Paris pour former les religieux de cet ordre, également connus sous le nom de bernardins. Il s'agissait de faire bénéficier aux moines de l’enseignement universitaire à Paris, alors capitale intellectuelle de l’Europe. Le retard pris par rapport aux Dominicains et aux Franciscains a alors poussé les Cisterciens à engager la construction du Collège des Bernardins, installé au clos du Chardonnet, comme lieu d’études et de recherches au cœur de la pensée chrétienne. C'est alors qu'est construit le principal bâtiment qui a survécu. Dans le même temps, d’autres collèges cisterciens sont créés mais le chapitre général confirme la prééminence du Collège des Bernardins sur tous les autres collèges de l’Ordre. La demeure dans laquelle les moines avaient tout d'abord élu domicile est bientôt trop petite, et il devient nécessaire de construire un nouveau bâtiment. Ce sera Étienne de Lexington, autre abbé de Clairvaux, né d'une puissante famille en Angleterre, qui mènera ce projet à bien, en achetant des terrains considérés jusqu'alors comme insalubres car inondés  régulièrement par la Bièvre. Le corps principal du Collège est achevé vers 1253. Il comprend alors plusieurs bâtiments sur quatre niveaux avec salles de cours, réfectoires et dortoirs. Pour éviter que le bâtiment ne s'enfonce sous son propre poids dans cette zone marécageuse, les cisterciens font reposer les fondations sur des pilotis de chêne.
Alphonse de Poitiers, frère de Louis IX, en devient bientôt le protecteur et offre une rente afin d'entretenir vingt à trente étudiants religieux. En 1320, l'abbé et les religieux de Clairvaux cèdent cet établissement à l'ordre cistercien. Le pape Benoît XII, qui avait été religieux de cet ordre, encouragea la construction d'une sacristie et d'une église à partir de 1338 ; cette dernière reste inachevée.

### Les études au Collège
On y enseignait chaque jour la théologie, de six heures du matin à neuf heures du soir et les élèves devaient argumenter en latin. Au XIIe siècle, une révolution intellectuelle secoue l’Europe. Les monastères, jusqu’alors principaux centres intellectuels cèdent peu à peu le pas aux universités nouvellement créées dans les grandes villes : Bologne, Paris, Oxford, Cambridge, Heidelberg... Dans une bulle de 1245, le pape Innocent IV encourage vivement les cisterciens à faire leurs études à Paris pour y étudier la théologie et transmettre ensuite leur enseignement à leurs confrères. Les Bernardins précèdent de trente ans la Sorbonne, élevée en 1257 sous l’autorité d’un autre théologien, Robert de Sorbon. En ce temps-là, l’essor de la ville de Paris, fortifiée depuis l’avènement des Capétiens, ne faiblit pas encore. C’est le temps où « les marchands de l’eau » ont tout pouvoir sur le commerce fluvial. Prévu à l’origine pour accueillir une vingtaine d’étudiants, le Collège formera, entre le XIIIe siècle et le XVe siècle, plusieurs milliers de jeunes moines cisterciens, l’élite de leur Ordre venant du nord de la France, de Flandre, d’Allemagne, d’Europe centrale et de la péninsule Ibérique. Les registres de la faculté de théologie de Paris témoignent de la vitalité de ce haut-lieu qui joue un rôle encore plus important lorsqu’il devient le quartier général de l’« Étroite Observance », réforme encouragée par le cardinal de La Rochefoucauld et confirmée par Richelieu devenant lui-même abbé de Cîteaux en 1635. La réputation du Collège s’étendit, comme en témoigne le nombre des élèves. Ils joueront un rôle illustre dans l’histoire de l’église médiévale : Jacques Fournier, un ancien étudiant du Collège, reçu docteur en théologie en 1314, sera plus connu sous le nom de Benoît XII, pape en Avignon de 1334 à 1342.

### Fermeture du Collège et ses différentes affectations
En 1790, le Collège est confisqué par les révolutionnaires et devient bien national, tandis que les quelques moines qui restaient en sont chassés.
Durant quelque temps le ci-devant Collège, devient la prison des Bernardins, et reçoit, dans les locaux entourant le cloître, les galériens transférés du château de la Tournelle voisin, voué à la démolition. La plupart d'entre eux (70 sur 73) seront tués au cours des massacres des 2,3 et 4 septembre 1792.
Le site est acquis par la ville de Paris. Il représente alors une superficie de 2 hectares s'étendant jusqu'à la Seine. L'église, abandonnée, était entre-temps devenue carrière de pierres. Elle est démolie peu après sa vente le 22 juin 1797. Les vestiges de cet édifice sont définitivement détruits lors du percement du boulevard Saint-Germain en 1886. On en fera différents usages dont l'installation d'une caserne de pompiers rue de Poissy. Le Collège a également servi d'internat à la Police Nationale et a accueilli de nombreux policiers auxiliaires dans le cadre du service national.

### Le collège durant la semaine sanglante en 1871
Le réfectoire des Bernardins a servi durant la semaine sanglante de mai 1871 de refuge à de nombreux Parisiens. Le communard Jean Allemane raconte dans ses mémoires :

« Nous descendîmes et me laissant doucement conduire par lui (Bestetti, un ami d'Allemane), nous pénétrâmes dans la caserne de pompiers de la rue de Poissy.
Il est exactement dix heures du soir lorsque nous pénétrons dans le réfectoire des moines bernardins, transformé en caserne. Des centaines de femmes et d'enfants sont là, couchés pêle-mêle. On n'entend que pleurs et cris déchirants.
Oh ! l'épouvantable nuit, et combien je regrette de me trouver en un lieu aussi désolé ; j'ai le cœur meurtri par le spectacle de tant de douleurs insondables : il n'est pas un seul des êtres que je vois devant moi qui ne pleure un absent ou un mort.
On m'indique une paillasse et je me jette dessus ; mais j'attends en vain le sommeil : toujours le bruit des gémissements et des sanglots me tient éveillé. Que vais-je faire ? Dans quelques heures on fouillera cette caserne déjà suspecte et on m'arrêtera. »

### Achat du collège
En avril 2001, le Collège des Bernardins a été racheté par le diocèse de Paris. À l’époque du projet de réhabilitation, la reprise des Bernardins par le diocèse fut approuvée à l’unanimité par le Conseil de Paris. Le bâtiment jugé d’intérêt national menaçait de s'effondrer si une opération d’envergure n’était pas menée. Or son ouverture au public dans des conditions satisfaisantes exigeait des aménagements importants qui n’entraient pas dans les attributions des Monuments historiques.

## Rénovation des années 2000
L’archevêque de Paris, Jean-Marie Lustiger favorise la création d'un centre spirituel et culturel catholique. Une convention est signée entre la Ville, l’État, la Région et l’Association diocésaine de Paris avec le concours des services du ministère de la Culture afin de financer les travaux sur les 4 500 m2, de la future « École Cathédrale » comprenant des salles de classe, un auditorium, sous le toit, pour des concerts, des colloques, des conférences et des expositions, etc.
Le lieu a connu une rénovation complète à partir de 2004 et achevée en août 2008. Elle fut menée par Hervé Baptiste, architecte en chef des monuments historiques pour la partie ancienne et Jean-Michel Wilmotte pour les espaces contemporains. Cette rénovation lourde a nécessité de placer 322 micropieux d'acier sur 15 à 25 mètres de profondeur sous tous les murs extérieurs, ainsi que sous chacun des piliers. Les espaces dégagés en sous-sol pour cette opération ont permis de découvrir les anciennes voûtes romanes d'un niveau qui s'était avec le temps enfoncé dans le sol meuble. Les combles ont également été réaménagés avec la pose d'une nouvelle toiture à armature alvéolaire métallique, restituant ainsi sa pente médiévale originelle, et une couverture en tuiles plates, spécialement confectionnées pour le Collège, de six nuances différentes. L'ensemble sera chauffé et réfrigéré par géothermie. L'ensemble de la rénovation et du nouvel aménagement aura coûté un peu plus de 50 millions d'euros.
Le cellier dont on dit qu’il est le plus grand de Paris, peut-être le plus beau dans toute l’ampleur de ses trois nefs, comporte un sol de béton ciré, très sobre, qui évoque la terre battue de l’origine, et aujourd’hui, étudiants, professeurs et chercheurs ont la possibilité de travailler dans ce vénérable cellier. Son déblaiement et les travaux de terrassement ont occasionné de multiples surprises. Parmi ces dernières, la découverte d’un canal de dérivation de la Bièvre.
Elle permit de comprendre pourquoi, dès sa construction, le Collège des Bernardins, reposant sur un sol alluvionnaire, s’affaissait sous son propre poids... D’ailleurs, rapidement à cette époque, ce grand cellier sera comblé à mi-hauteur pour stabiliser l’ensemble ce qui n’empêcha pas le bâtiment de continuer à bouger, affaiblissant les piliers qui supportaient la voûte, une situation qui prit fin avec le renforcement des fondations et la restauration complète du bâtiment intervenue ces dernières années.
Grâce à la restauration de l’ancien Collège des Bernardins, les piliers de la galerie retrouveront, après creusement, leur hauteur originelle. Les occupants successifs ont fragilisé les étages supérieurs en modifiant des ouvertures au gré des réaménagements, ce qui posa plusieurs problèmes et, entre autres, celui-ci : en effet, comment consolider le bâtiment de manière à satisfaire les exigences en matière d’accueil du public, et comment restituer la vaste toiture en accord avec les Monuments historiques et le budget de restauration qui s’élevait à 50 millions d’euros ?
Enfouis à une profondeur de 15 à 25 mètres, 322 micropieux viennent soutenir de manière invisible les murs périphériques et les piliers. Ceux-ci reçoivent un cerclage métallique pour les consolider. Une telle assise permet de stabiliser les voûtes à l’aide de vérins identiques à ceux utilisés pour le tablier du viaduc de Millau. La situation critique du Collège réclamait des solutions inédites. La restitution du toit a été réalisée dans ses dimensions médiévales par une charpente métallique. Sur cette charpente, très vaste, une couverture de tuiles plates artisanales confère un aspect ancien à la toiture : pas moins de 110 000 tuiles de six nuances différentes.
Pendant ce temps, les terrassiers ont dégagé une pierre tombale, datée de 1306, celle d’un moine cistercien prénommé Günther, originaire de Thuringe. Sa présence atteste du rayonnement européen du Collège des Bernardins à son origine. 
Il a été inauguré début septembre 2008 par l'archevêque de Paris Monseigneur André Vingt-Trois. Le vendredi 12 septembre 2008, le pape Benoît XVI y prononça un discours devant 700 personnalités de la culture, dans le cadre de son voyage apostolique en France.

## Utilisation actuelle
Le diocèse de Paris a souhaité redonner au Collège des Bernardins sa triple vocation initiale, éducative, culturelle et lieu de rencontre. C’est un lieu où l’on apprend à prendre le temps de la réflexion, de l’échange, à prendre le temps d’écouter, de regarder, de se former à la théologie.
Pour cela, il propose plusieurs activités : expositions d’art contemporain, musique, performances, activités pour le jeune public ; rencontres et débats à travers des colloques, des conférences et des tables rondes ; notamment les rendez-vous hebdomadaires où sont traités des sujets de société comme de fond ; formation théologique et biblique au sein de l’École Cathédrale.
Pour nourrir sa réflexion et sa programmation, le Collège des Bernardins s’appuie sur un pôle de recherche composé de sept départements qui travaillent sur les sujets suivants : « Éducation et transmission », « Économie et société », « Éthique biomédicale », « Politique et Religions », « Humanisme numérique », « Humanités environnementales » et « Parole de l’art » . Ces départements sont complétés par une chaire de recherche. De 2008 à 2009, la première chaire, « Anthropologie du monde », est dirigée par René Girard. De 2010 à 2011, la chaire « Transmettre, apprendre » est dirigée par Marcel Gauchet ; de 2012 à 2014, la chaire « La globalisation, une question spirituelle » est dirigée par Andréa Riccardi ; de 2015 à 2017, Milad Doueihi et Jacques-François Marchandise dirigent la chaire « L'humain au défi du numérique » et de 2021 à 2023 Grégory Quenet dirige la chaire « Laudato si'. Pour une nouvelle exploration de la Terre ».
Le 13 octobre 2008 s'est réuni un comité restreint au Collège des Bernardins qui décida de l'appellation définitive « Académie catholique de France » et de son siège social à cette adresse.
Ce nouveau lieu parisien propose 5 000 m2 de surface utile dont 1 000 de surface créée avec 15 salles de cours et deux auditoriums.

En 2012, Robert Werner, correspondant de l’Académie des beaux-arts écrit : 

« Y entrer est un vrai bonheur, les éclairages incorporés au sol pour ne pas altérer la pureté des voûtes font naître une ambiance apaisante en ce lieu qui renoue avec sa vocation initiale. Oui, l’ancien Collège des Bernardins retrouve aujourd’hui son éclat originel. »

Le Collège des Bernardins est dirigé par Laurent Landete, directeur général, membre du Dicastère pour les laïcs, la famille et la vie.

#### Collège des Bernardins
- Sous la direction de Vincent Aucante, Le Collège des Bernardins, Association du 18-24 Poissy, Paris, 2008  (ISBN 978-2-917784-00-6) ; p. 256.
- Pierre Engel, « La résurrection du Collège des Bernardins », p. 198-209, dans le Bulletin Ouvrages métalliques, no 6, 2010  (ISBN 978-2-7258-0018-9) ; p. 256.

#### Les ordres religieux au Moyen Âge
- Henri-Irénée Marrou, L'Église de l'Antiquité tardive (303-604), Éditions du Seuil (coll. « Points histoire » H81), Paris, 1985  (ISBN 2-02-008747-2) ; p. 321.
- Jean Chélini, Histoire religieuse de l'Occident médiéval, Hachette - Pluriel, Paris, 1991  (ISBN 2-01-27907-47) ; p. 661.
- Marcel Pacaut, Les Ordres monastiques et religieux au Moyen Âge, Nathan, Paris, 1993  (ISBN 2-09-191356-1) ; p. 256.
- Sous la direction de Jacques Berlioz, Moines et religieux au Moyen Âge, Éditions du Seuil (coll. « Points histoire » H185), Paris, 1994  (ISBN 2-02-022685-5) ; p.  346.
- Jacques Paul, Le Christianisme occidental au Moyen Âge. IVe – XVe siècle, Armand Colin, Paris, 2004  (ISBN 2-200-25187-4) ; p. 396.
- Geneviève Bührer-Thierry, Charles Mériaux, Histoire de France. La France avant la France (481-888), Éditions Belin, Paris, 2010  (ISBN 978-2-7011-3358-4) ; p. 688.

#### Universités
- Jacques Verger, Les Universités au Moyen Âge, puf, coll. « Quadrige », Paris, 2007  (ISBN 978-2-13-056091-3) ; p.  226.
- Aurélie Perraut, L'Architecture des collèges parisiens au Moyen Âge, Presses universitaires Paris Sorbonne, coll. « Cultures et civilisations médiévales » no 46, Paris, 2009  (ISBN 978-2-84050-638-6) ; p. 467.
- Michel Sot, Jean-Patrice Boudet, Anita Guerreau-Jalabert, Histoire culturelle de la France. Tome 1. Le Moyen Âge, Éditions du Seuil, coll. « Points histoire » H348, Paris, 2005  (ISBN 978-2-02-082675-4) ; p. 472.
- Jacques Le Goff, Les Intellectuels au Moyen Âge, Éditions du Seuil, coll. « Points histoire » H78, Paris, 2000  (ISBN 978-2-02-008691-2) ; p. 233.

#### Cisterciens
- Sous la direction de Julie Roux, Les Cisterciens, MSM, Vic-en-Bigorre, 2003  (ISBN 2-911515-69-2) (BNF 39026428) ; p. 320.
- Georges Duby, Saint Bernard. L'art cistercien, Arts et Métiers Graphiques, Paris, 1976  (ISBN 2-7004-0020-8) ; p. 222.